# Amazon Neptune
Amazon Neptune — публично-облачная графовая СУБД в составе Amazon Web Services. Поддерживает графовые модели RDF и LPG и, соответственно, языки запросов SPARQL и Gremlin.
Выпущена в тестовом режиме 29 ноября 2017 года, в коммерческую эксплуатацию введена 30 мая 2018 года.
По состоянию на 2019 год базы под управлением Neptune доступны для развёртывания в центрах обработки данных четырёх «регионов» из двадцати (Северная Виргиния, Огайо. Орегон, Ирландия).
Предполагается, что Neptune основан на Blazegraph.